# ミュージックソン THE MOVIE 〜オードリーの爆笑24時間宣言〜
『ミュージックソン THE MOVIE 〜オードリーの爆笑24時間宣言〜』（ミュージックソン ザ ムービー 〜オードリーのばくしょう24じかんせんげん〜）は、2010年のクリスマスにニッポン放送で放送されたチャリティーラジオ番組『第36回ラジオ・チャリティ・ミュージックソン』の収録模様を、その際に撮影された記録用映像と番組の同時録音音源・ナレーションによって構成したドキュメンタリー映画。

## 概要
あらかじめ、ニッポン放送の現場スタッフがビデオカメラで撮影していた記録用の映像から、2010年のミュージックソンの模様とその舞台裏、さらに、出演したゲストとオードリーによるトークの模様や、筑波大学附属視覚特別支援学校（盲学校）の生徒たちとオードリーの2人の交流などを、1時間半のドキュメンタリー映画としてまとめたもの。また、映画化のために、2010年のメイン企画・移動むつみ荘を担当したオードリーの盟友であるどきどきキャンプに対しての追加撮影も行われた。
テレビでは見ることができないオードリーの2人の素顔や、普段は見ることができない、ラジオの世界の裏側を垣間見ることができる。また、漫才師としてのオードリーの駆け出し時代も映画の中で紹介されており、その中では2人を早い時期から発掘して励まし続けた、落語家の笑福亭鶴光との思い出が紹介されている。
さらに、2010年のミュージックソンの放送からおよそ2か月半後に発生した東日本大震災にも触れ、これをきっかけにラジオ自体が強力な情報収集のツールとして見直されていることもピックアップし、収録されている。
このミュージックソンの映画化の理由とコンセプトについて、ニッポン放送は「記録用に撮っていた映像を世に出すことで、より広く番組の趣旨を広められないかと考えた。」としている。
『オードリーの爆笑24時間宣言』は2010年度ミュージックソンのキャッチフレーズである。

## リスナー参加企画
映画のエンディングと予告編で使われる、リスナーが普段の生活の中で使っているラジカセ・ポケットラジオ・コンポなどのラジオを撮影した写真を添付して2011年12月5日までにメールで送付するよう、12月3日のオードリーのオールナイトニッポンの番組内で告知した。その結果、多くのリスナーからラジオの写真を添付してメールで送られ、その内の約30点を採用してエンディングと予告編で使用した。また、リスナーがこの映画に協力した証として「協力：オードリーのオールナイトニッポンリスナー」と、エンドロールで流れた。
また、鑑賞チケット1枚1500円の中から100円が2011年のミュージックソンに寄付される。

## イメージソング
- ゆず「翔」：2011年のミュージックソンのテーマ曲。

## 出演者
- オードリー - パーソナリティ・主演
- サンドウィッチマン - 声の応援
- 上柳昌彦 - ナレーション（ニッポン放送アナウンサー）

### ゲスト
- 徳光和夫
- 藤澤ノリマサ
- どきどきキャンプ
- 山瀬まみ
- テリー伊藤
- 熊田曜子
- マシンガンズ
- ナイツ
- 皆藤愛子
- インスタントジョンソン
- ベッキー♪♯
- 荘口彰久
- 城之内早苗
- ミッツ・マングローブ
- ハマカーン
- 榊原郁恵
- ジェロ
- 上戸彩
- バーモント秀樹
- HEY!たくちゃん
- ビトタケシ
- ゆず
- 笑福亭鶴光
- 萩本欽一
- 青木宣親
- はなわ
- 小川淳司
- 小倉智昭

### アナウンサー
すべてニッポン放送所属のアナウンサーである。
- 増田みのり
- 飯田浩司
- 煙山光紀
- 増山さやか
- 垣花正
- 箱崎みどり
- 那須恵理子

## スタッフ
- 制作総指揮：戸田修一（ニッポン放送）・松田英夫（ケイダッシュステージ）
- 脚本：藤井青銅 - オードリーのオールナイトニッポンの構成作家
- 制作：後藤隆志・節丸雅矛・竹見昌信・川端基夫・荒矢定行・杉山直・佐藤大介・宇井浩司・高城奈津美
- 撮影：仲野慶吾
- 監督：宗岡芳樹 - 編成局制作部ディレクター・オードリーのオールナイトニッポンのディレクター
- 配給：Thanks Lab.・「ミュージックソン THE MOVIE」製作委員会

## 上映館
- ユナイテッド・シネマ 札幌
- ユナイテッド・シネマ 入間
- ユナイテッド・シネマ 豊洲
- ユナイテッド・シネマ 新潟
- ユナイテッド・シネマ 金沢
- ユナイテッド・シネマ 豊橋18
- ユナイテッド・シネマ 岸和田
- ユナイテッド・シネマ キャナルシティ13
- ユナイテッド・シネマ としまえん
- ユナイテッド・シネマ なかま16
- ユナイテッド・シネマ 福岡
- ユナイテッド・シネマ 稲沢
- ユナイテッド・シネマ 阿久比
- ユナイテッド・シネマ 春日部
- ユナイテッド・シネマ 前橋
- ユナイテッド・シネマ 長崎
- ユナイテッド・シネマ 大津
- ユナイテッド・シネマ 浦和
- ユナイテッド・シネマ ウニクス上里
- ユナイテッド・シネマ ウニクス南古谷
- 大阪シネ・ヌーヴォ

### 上映館の拡大
当初は、2012年1月14日に全国4つのユナイテッド・シネマで封切られ、上映期間は1週間から2週間の予定であったが、「オードリーのオールナイトニッポン」内でリスナーに「この映画を○○（都道府県名）で上映を」とメールで要望を送ってもらうように告知したところ、告知直後から毎週多くの上映希望メールが寄せられた。
これを受けて、数回の放送にわたって、春日がそれぞれの映画館の支配人などに電話交渉する形で上映館を拡大、結果的にユナイテッドシネマ全館で上映することとなった。
2012年1月6日放送
ユナイテッド・シネマ岸和田の支配人に電話交渉。1月21日から1月27日までの上映が決定。
2012年1月14日放送
ユナイテッド・シネマ金沢の支配人に電話交渉。1月28日から2月3日までの上映が決定。
2012年1月21日放送
ユナイテッド・シネマ新潟とユナイテッド・シネマ入間において1月28日から2月3日まで公開することを決定したと発表（電話交渉の形はとられなかった）。
2012年1月28日放送
ユナイテッドシネマ全館を統括する担当者と電話交渉。残りのユナイテッド・シネマ全館において、2月の土日2日間の上映が決定。上映スケジュールは以下のとおり。
- 2月4日・5日 - ユナイテッド・シネマとしまえん、ユナイテッド・シネマなかま16、ユナイテッド・シネマ福岡
- 2月11日・12日 - ユナイテッド・シネマ稲沢、ユナイテッド・シネマ阿久比、ユナイテッド・シネマ春日部、ユナイテッド・シネマ前橋
- 2月18日・19日 - ユナイテッド・シネマ長崎、ユナイテッド・シネマ大津、ユナイテッド・シネマ浦和
- 2月25日・26日 - ユナイテッド・シネマウニクス上里、ユナイテッド・シネマウニクス南古谷

### 舞台挨拶
2012年1月14日の公開初日にはユナイテッド・シネマ豊洲にてオードリーによる舞台挨拶が行われ、北海道から宮崎県に至るまで、全国各地から観客が集まり、映画館内は満席となった。さらに、2月4日には映画に出演しているどきどきキャンプの舞台挨拶がユナイテッド・シネマとしまえんで行われた。
これに先立ち、2011年のミュージックソンに合わせて、12月24日の深夜に東京・豊洲の「ユナイテッド・シネマ豊洲」で先行プレミア上映会が行われた。上映会には400人以上の観客が詰めかけ、舞台挨拶では観客から大きな声援を受けながら、オードリーの2人が登場し、この映画を見た感想を述べ、さらには、予定にはなかった持ちネタの漫才を披露した。なお、舞台挨拶の途中で25時から「ゆずとオードリーのオールナイトニッポン・ミュージックソンスペシャル」が始まり、ユナイテッド・シネマ豊洲とニッポン放送・第3スタジオを中継で結び2011年のミュージックソンのメインパーソナリティのゆずの2人との掛け合いを行った。
また、先行プレミア上映会のチケットの先行発売には応募者が殺到した。ケイダッシュステージモバイルの会員限定では11月23日 12時から24日 23時59分まで受け付けられ、応募者多数のために抽選が行われた。また、11月27日未明（26日深夜）に放送されたオードリーのオールナイトニッポンの放送時間内での電話による先行予約が1時30分（25時30分）頃から行われたが、1時45分（25時45分）頃からTwitter上で販売終了のアナウンスがあったというツイートが相次ぎ、2時（26時）過ぎに予定枚数に達したため、先行予約が終了したと放送上にて正式に発表された。さらに、12月3日にローソンで一般発売を行ったところ、午前10時の発売開始後、数分で予定枚数に達した為、受付を終了した。
3月31日には、19時30分からユナイテッド・シネマ豊洲にて「オールファイナル舞台挨拶」が行われ、監督の宗岡芳樹と脚本の藤井青銅、それに、長永拓也（オードリーのオールナイトニッポンの放送作家）にビトタケシとバーモント秀樹が舞台に立ち、挨拶を行い、さらに、ビトタケシとバーモント秀樹の2人のライブが行われた。

## 特典と関連イベント
上映期間の間には「オードリー若林の“ぶってる”写真」の中から10点を選んで全国のユナイテッド・シネマと大阪のシネ・ヌーヴォにて展示された。
同時に映画が公開されることを記念して、映画を観覧した人に、数量限定で非売品の「ミュージックソンありがとうポストカード」がプレゼントされた。
また、ユナイテッド・シネマ入間のある入間市はオードリー春日の地元なので、この映画館に来場した先着100名に春日の直筆メッセージカードがプレゼントされた。さらに、ユナイテッド・シネマなかま16と、ユナイテッド・シネマ福岡でも、春日の直筆メッセージカードが数量限定で配布された。
さらに、2月4日にはユナイテッド・シネマとしまえんにて、10時に上映される回に来た人へ秘密の品がプレゼントされた。
また、3月31日に行われた「オールファイナル舞台挨拶」では、この日に放送されたオードリーのオールナイトニッポンのキューシートが来場者に配られた。